# Journal for the History of Astronomy
Journal for the History of Astronomy (JHA) — рецензируемый академический журнал, публикующий статьи по истории астрономии с древнейших времён до наших дней. Редактором-основателем журнала был Майкл Хоскин из Кембриджского университета, в настоящее время его редактирует Джеймс Эванс из Университета Пьюджет-Саунд. Журнал выходит с 1970 года и в настоящее время издаётся SAGE Publications .
С 1979 по 2002 год выходило приложение Archaeoastronomy, в 2003 году оно было включено в состав журнала.

## Реферирование и индексирование
Journal for the History of Astronomy реферируется и индексируется, среди прочих баз данных: SCOPUS и Social Sciences Citation Index. Согласно Journal Citation Reports, его импакт-фактор в 2012 году составлял 0,326, что означает 39-е место среди 58 журналов в категории «История и философия науки».